# 德留莉斯·冈萨雷斯
德留莉斯·冈萨雷斯（西班牙語：Driulis González，1973年9月21日—），古巴女子柔道运动员。她曾代表古巴参加1992年、1996年、2000年、2004年和2008年夏季奥林匹克运动会柔道比赛，获得一枚金牌、一枚银牌和二枚铜牌。

## 外部連結
- 德留莉斯·冈萨雷斯在国际奥林匹克委员会的资料